# Андраш Берчеш
Андраш Берчеш (угор. Bérczes András, нар. 5 листопада 1909, Шпітцзікен, Оберварт — пом. 30 травня 1977, Печ) — угорський футболіст, що грав на позиції нападника. 
Виступав у складі клуба «Печ ВСК» (Залізничний Спортивний клуб Печа), що був у той час одним з лідерів Південно-західної ліги аматорського чемпіонату Угорщини. 
У складі аматорської збірної Угорщини учасник Олімпійських ігор 1936 року в Берліні. Угорці в першому ж раунді поступились з рахунком 0:3 Польщі, у складі якої грали основні гравці збірної. Берчеш у цьому матчі отримав важкий удар коліном від захисника польської команди, в результаті чого переніс операцію в одній з лікарень Берліна. Після цієї травми він уже не міг грати на своєму попередньому рівні. 